# Louis Salvérius

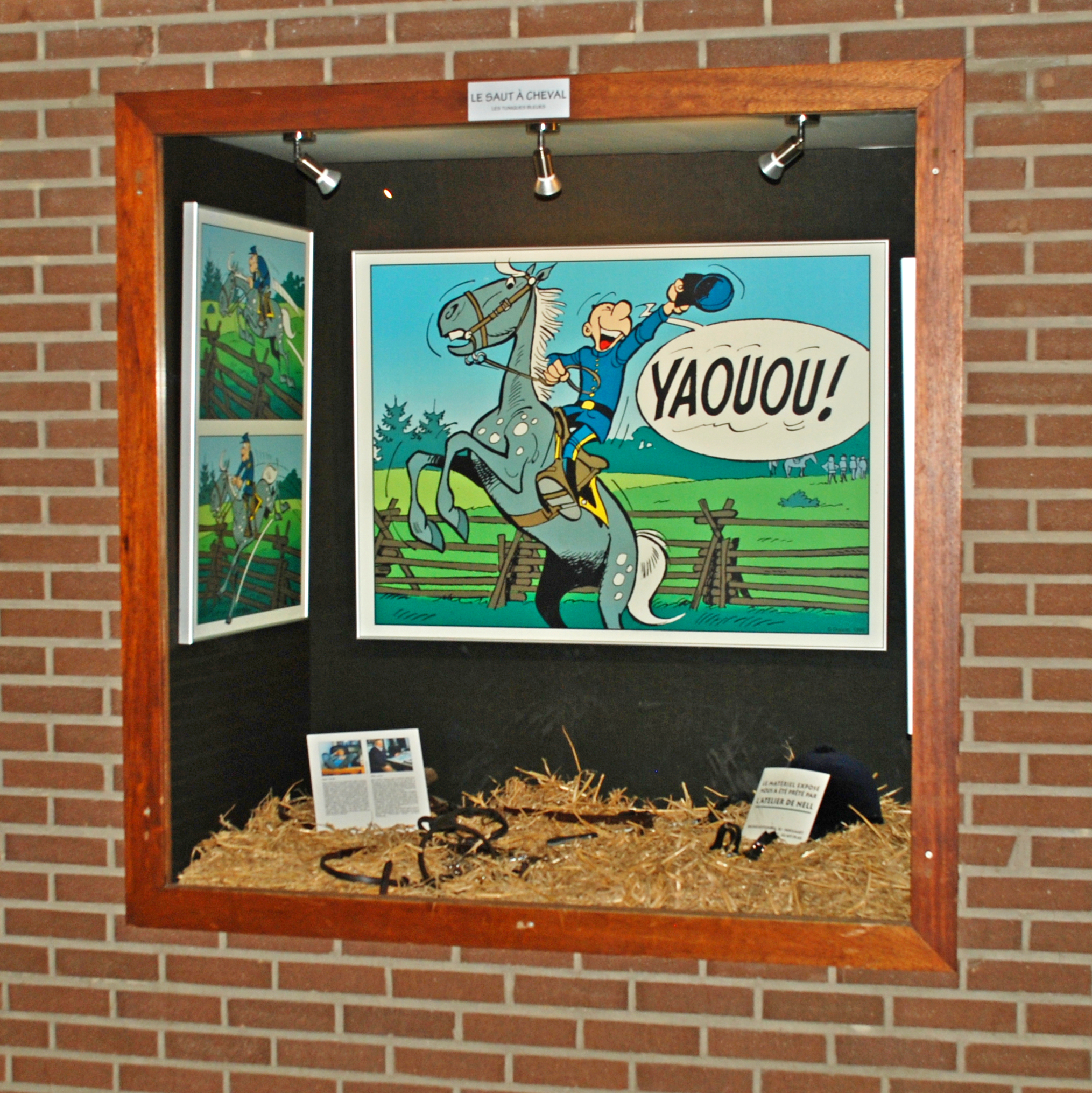
Blutch.

Louis Salvérius, auch bekannt als Salvé, (* 1935 in Soignies; † 22. Mai 1972) war ein belgischer Comiczeichner.

## Leben
Nach Ableistung seines Wehrdienstes fand Salvérius 1956 Arbeit bei Dupuis. Zunächst mit kleineren Illustrationen für Risque-Tout und Spirou beschäftigt, zeichnete er 1959 einen Werbecomic für Cécémel, ein Kakaogetränk. Von 1959 bis Anfang 1965 entstanden für Spirou mit wechselnden Autoren einige Minirécits (Comics im Miniformat), die zumeist schon von der für den Zeichner typischen Indianer- bzw. Wildwestthematik geprägt waren. Die ersten Serienhelden Salvés waren die Cowboy-Zwillinge Tim et Tom, von denen zwischen 1962 und Anfang 1965 drei Mini-Comics erschienen. Mit dem Szenaristen der Serie, Jacques Devos, schuf Salvé zwischen 1963 und 1967 auch die ein- bis zweiseitigen Gags um Whamoka et Whikilowat, einen Indianervater und -sohn. Diese Figuren wurden 1966 auch für zwei illustrierte Kinderbücher adaptiert, die auf Deutsch bei Kauka als Band 1 und 4 der Reihe Das bunte Bussi-Buch erschienen. Ein weiterer Indianer Salvé'scher Prägung entstand wiederum für das Genre der Mini-Comics: der glücklose Krieger Petit-Cactus (dt.: Kleiner Kaktus) erlebte nach Szenarios von Paul Deliège 1968/69 acht Abenteuer rund ums Kriegsbeil.
Im Jahr 1968 schlägt Raoul Cauvin Salvérius vor, die Zeichnungen für Die blauen Boys (franz. Les Tuniques Bleues) anzufertigen. Dies ist seine erste große Serie, die am 29. August 1968 erstmals in der Wochenzeitschrift Spirou veröffentlicht wurde. Neben einigen Einseitern und Kurzgeschichten zeichnete er 4 Bände, in denen es um Soldaten der Nordstaaten im Amerikanischen Bürgerkrieg geht. Salvérius pflegte in den Geschichten einen rundum komischen Stil. Die Figuren ähneln noch nicht den Aktuellen, sondern erinnern eher an Ryssack oder Franquin. Den Band Outlaw konnte er nicht mehr vollenden. Er starb am 22. Mai 1972 an einem Herzinfarkt.
Das unvollendete Abenteuer wird von Willy Lambil, der die Serie 1972 übernahm, im karikaturhaften Stil Salvérius fertiggestellt. In den folgenden Bänden wird der Stil immer realistischer.

## Comic-Bände
Eine Auflistung der französischen Les Tuniques Bleues-Bände mit Salvé-Material samt Erscheinungsjahr und ihren deutschen Entsprechungen. Die von Salvé gezeichneten Episoden der Blauen Boys erschienen im deutschsprachigen Raum ausschließlich bei Kauka (1971–1974) und bei Bastei (1981/82 als Bud & Chester).
- 1972 Un chariot dans l'Ouest (46 Seiten) Die furchtlosen Vier (Kauka FF Super 48), Kein Skalp für Häuptling Messerschnitt (Bastei 1)
- 1972 Du Nord au Sud (46 Seiten) Der Geheimauftrag (Kauka FF Super 66), Ein Schlitzohr macht sich dünne (Bastei 2)
- 1973 Et pour quinze cents dollars en plus (46 Seiten) Knall auf Fall (Kauka FF Super 72), Der texanische Seiltrick (Bastei 3)
- 1973 Outlaw (46 Seiten) Der Badewannen-Tango von Utah (Bastei 5)
- 1976 La Grande patrouille (45 Seiten, Kurzgeschichten) Grüße aus dem Hinterhalt (Bastei 17)
- 1976 Des Bleus et des tuniques (46 Seiten, Kurzgeschichten) Ein Sergeant dreht auf (Kauka FF Super 64), Ein Mustang kratzt die Kurve (Bastei 15)

Die Kurzgeschichten der letzten beiden Alben erschienen auch bei Kauka in Tom und Biber, Kauka Comic und Pepito. Kleiner Kaktus wurde u. a. in dem Band Kauka Super Serie 59 unter dem Titel Kampf ums Kriegsbeil herausgebracht.